# Estación Central de Cardiff
La Estación Central de Cardiff (en galés: Caerdydd Canolog) está ubicada en la capital de Gales, Cardiff. Es la estación ferroviaria más importante de la Línea Principal de Gales del Sur, y constituye uno de los dos ejes de la red ferroviaria urbana, junto con la Estación de Cardiff Queen Street. Inaugurada en 1850 como estación de Cardiff, pasó a llamarse Cardiff General en 1924 y luego Cardiff Central en 1973.
Está ubicada en Central Square, en el centro de la ciudad de Cardiff. Catalogada como monumento de Grado II, es administrada por Transport for Wales Rail, y es la estación más grande y concurrida de Gales.
Cardiff Central es una de las veinte estaciones ferroviarias de la ciudad y una de las dos situadas en su centro. Sirve de intercambiador para los servicios entre Gales del Sur, Gales del Oeste y Gales del Norte, así como para las conexiones con otras ciudades de Gran Bretaña, y es el punto de partida de las Rutas Locales de Valleys & Cardiff
Transport for Wales Rail opera servicios a la mayoría de los destinos en Gales y a Mánchester; mientras que CrossCountry opera trenes a Gloucester, Birmingham y Nottingham. El operador Great Western Railway gestiona todos los servicios interurbanos desde la Estación de Paddington en Londres a través de Bristol y Swansea, así como algunos servicios regionales a Bath, Taunton y Portsmouth a través de Southampton Central.

## Historia

### Primeros años
A principios de la década de 1840, el Ferrocarril del Sur de Gales estaba tratando de encontrar un lugar adecuado para ubicar una estación de tren, pero el área de lo que ahora es la estación de tren central de Cardiff era propensa a las inundaciones. La solución propuesta por Isambard Kingdom Brunel fue desviar la río Taff hacia el oeste, creando un emplazamiento más grande y seguro para la estación. La parte inicial del Ferrocarril de Gales del Sur entre Chepstow y Swansea a través de Cardiff se inauguró el 18 de junio de 1850, con todos los trenes operados por el Great Western Railway (GWR) bajo un contrato de arrendamiento. Los servicios directos de Cardiff a Paddington en Londres comenzaron el 19 de julio de 1852, cuando se inauguró el puente ferroviario de Chepstow, completando la conexión entre el Ferrocarril del Sur de Gales y el Great Western Railway. Posteriormente, el Ferrocarril del Sur de Gales fue absorbido por el GWR en 1863.
El Ferrocarril del Sur de Gales se había construido originalmente con vías de gran ancho, pero el fin de semana del 11 al 12 de mayo de 1872, todo el sistema del Sur de Gales se convirtió al ancho estándar.
Los trenes de Cardiff a Londres originalmente circulaban por la ruta tortuosa a través de Gloucester, tardando un promedio de cinco horas. Esto se redujo a alrededor de cuatro horas desde 1886 cuando se abrió el túnel del Severn, creando una ruta más corta a través de Bristol y de Bath. En 1903 se abrió otro baipás, la Línea de Ferrocarril de Bádminton, sin pasar por Bath y Bristol, lo que redujo los tiempos de viaje Cardiff-Londres en otra hora. En la década de 1930, los trenes Cardiff-Londres más rápidos tardaban alrededor de 2 horas y 40 minutos, duración que se mantuvo bastante estable hasta 1961, cuando el servicio diésel Blue Pullman redujo el tiempo de viaje más rápido a las 2 horas y 7 minutos. En octubre de 1976 se introdujeron los servicios InterCity 125, reduciendo los tiempos de viaje más rápidos a 1 hora y 53 minutos.
La estación de 'Cardiff' original, como se la conocía entonces, tenía cuatro vías pasantes que la atravesaban y constaba de dos andenes también pasantes, cada uno con su propia bahía. Durante la década de 1890, la estación experimentó una expansión considerable. En 1896 se construyó un cruce aéreo que conectaba la estación con la cercana Estación de Cardiff Queen Street, y se agregaron andenes adicionales para acomodar los nuevos servicios de Taff Vale, lo que elevó su número total a seis.
Inicialmente llamada Cardiff, la estación pasó a llamarse Cardiff General en julio de 1924 y luego Cardiff Central bajo British Rail en mayo de 1973.

### Remodelación en la década de 1930

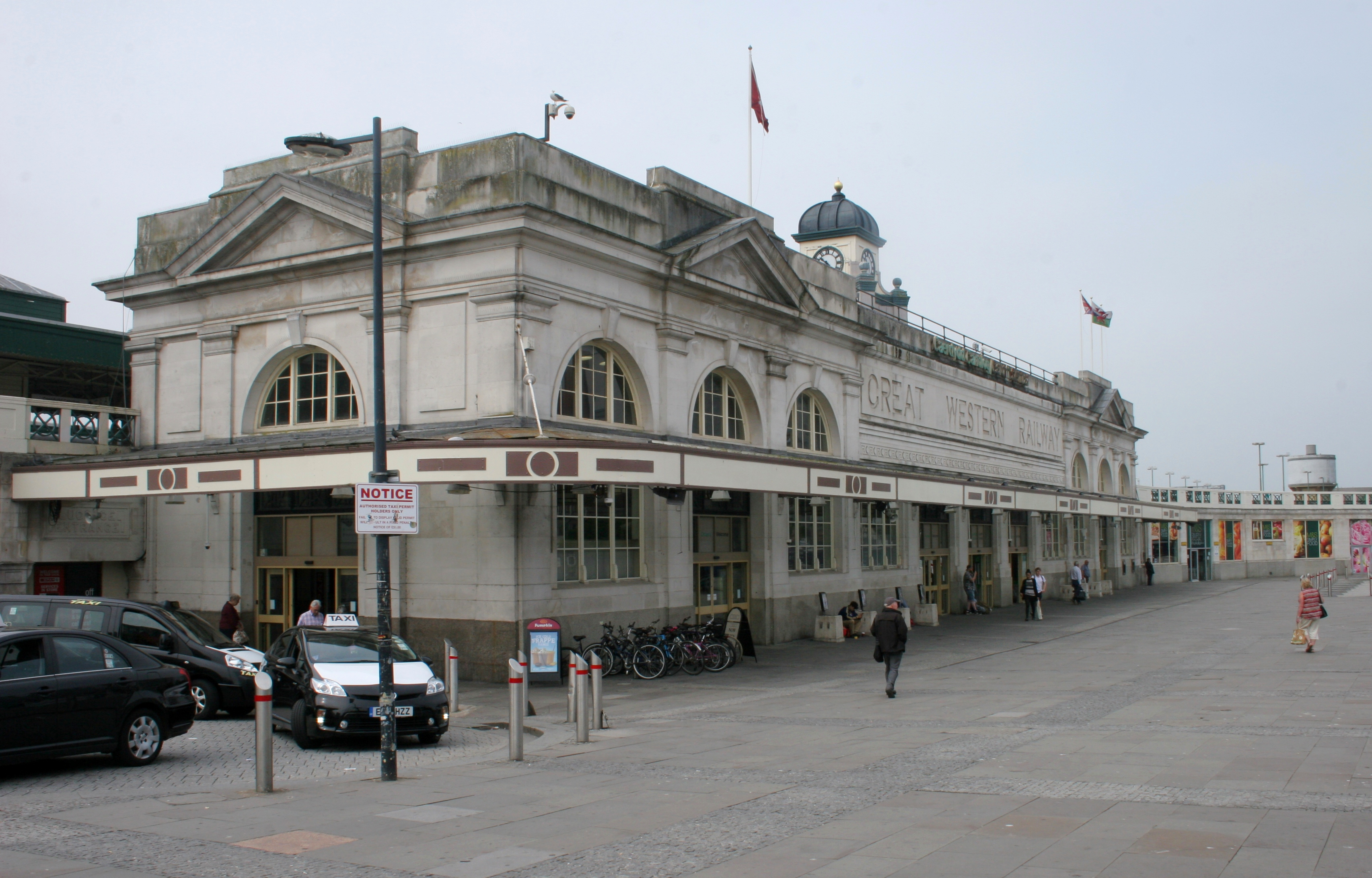
Exterior del edificio principal

Entre 1931 y 1934, la estación se sometió a una importante reconstrucción, diseñada por el departamento de arquitectos del GWR dirigidos por su arquitecto jefe, Percy Emerson Culverhouse. La pieza central de la actuación fue un nuevo edificio de entrada de estilo art déco realizado con piedra de Pórtland, que contenía una sala de reservas y un vestíbulo con visibles accesorios de iluminación art decó, todo rematado por una cúpula con un reloj. Las lámparas art decó actuales en la sala de reservas son réplicas de las originales, instaladas en 1999 y financiadas por el Railway Heritage Trust. Un monumento conmemorativo de la guerra se encuentra en el extremo este del vestíbulo.

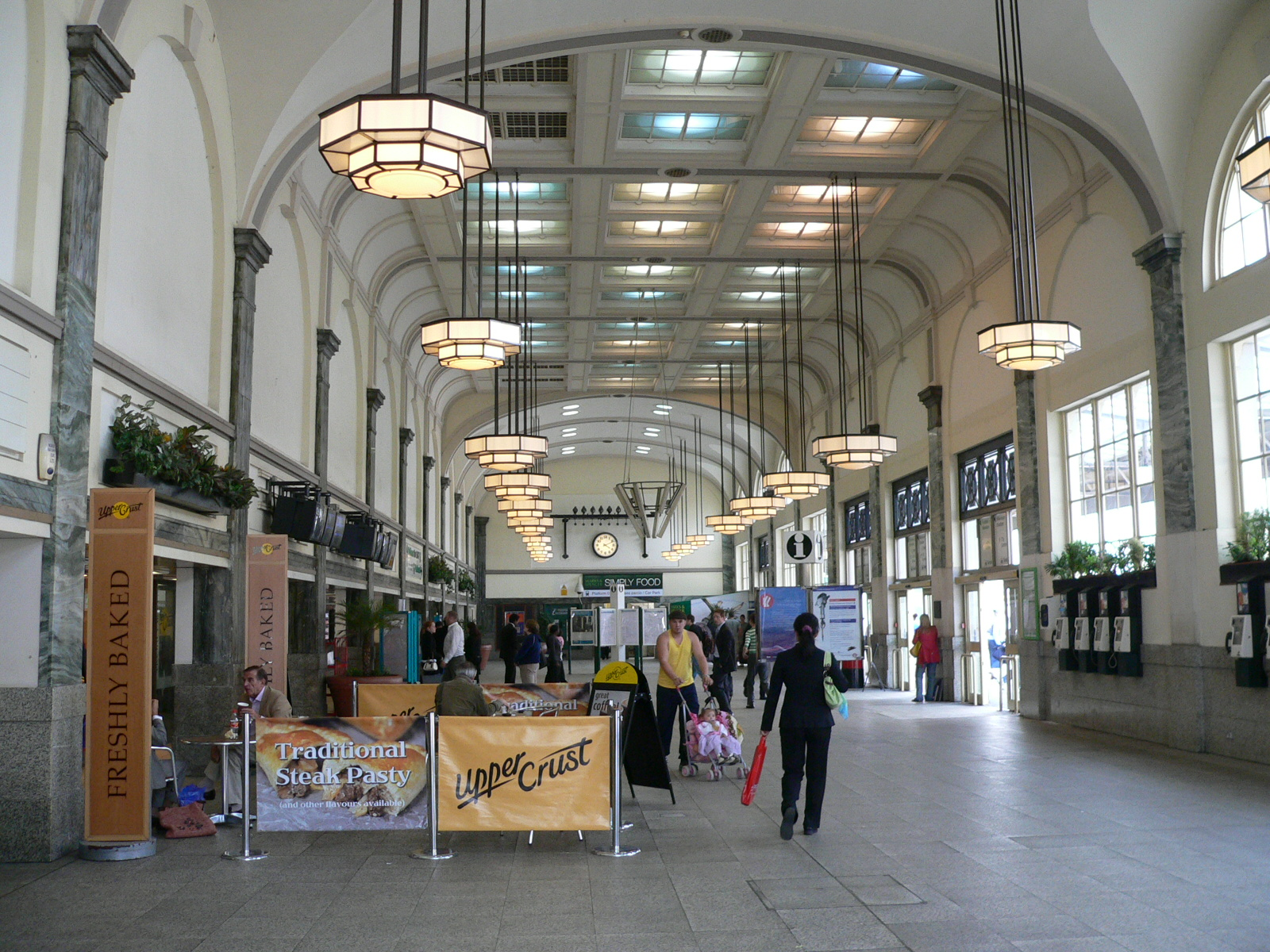
El interior del vestíbulo

El Great Western Railway tiene su nombre completo grabado en la fachada (más grande que el nombre de la estación). La reconstrucción también vio una serie de otras mejoras, incluida la ampliación de los andenes, la ampliación del puente ferroviario del río Taff para permitir que las líneas de acceso a la estación se cuadruplicaran, y la instalación de señalización luminosa. La reconstrucción de la estación le costó al GWR 820.000 libras (unas 61930000 £ actualmente), y el ministro de Transporte Oliver Stanley la inauguró formalmente el 26 de febrero de 1934.
En julio de 1934, el GWR inició un servicio pionero con automotores diésel entre Cardiff General y Birmingham Snow Hill, que solo tenía dos paradas en Newport y Gloucester y que contaba con un servicio de bufet a bordo. Este fue el primer servicio expreso diésel de larga distancia en Gran Bretaña, cubriendo el 117,5 millas (189,1 km) entre Cardiff y Birmingham en 2 horas y 20 minutos. Resultó tan exitoso que hubo que introducir coches más grandes con más asientos y sin bufet para hacer frente a la demanda, e incluso tuvo que aumentarse con un servicio normal remolcado por locomotoras convencionales. Durante la Segunda Guerra Mundial, dos trenes de este tipo circulaban diariamente desde y hacia Cardiff. En ese momento, consistía en un tren de tres coches de viajeros (un coche estándar intercalado entre dos coches motorizados), y se introdujo una parada en Stratford-upon-Avon.
Como resultado de las gestiones del GWR, el distrito de clase trabajadora de Temperance Town fue despejado a finales de la década de 1930 para mejorar la perspectiva de la estación remodelada.
En 1992, la estación, sus edificios y andenes pasaron a ser catalogados como monumentos de Grado II.

### Estación de tren de Cardiff Riverside

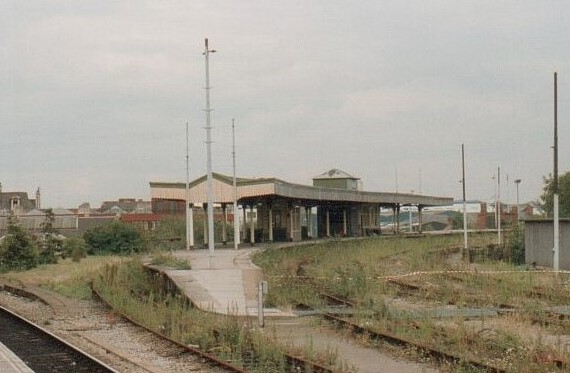
Estación de Cardiff Riverside en 1993, poco antes de su demolición

El 14 de agosto de 1893, el GWR abrió la estación adyacente de Cardiff Riverside, que tenía dos andenes ubicados al sur y adyacentes a la estación principal de Cardiff que se curvaba hacia el sur en el Ramal de Cardiff Riverside, que llegaba a su terminal situada en Clarence Road, alrededor de una milla al sur. La estación de Riverside se remodeló con una plataforma central con dos andenes a principios de la década de 1930, al mismo tiempo que se reconstruía Cardiff General. El 28 de octubre de 1940, la estación de Riverside se incorporó formalmente a la estación General de Cardiff y sus andenes se designaron como 8 y 9. Los andenes de Riverside se cerraron para uso de pasajeros el 16 de marzo de 1964, pero continuaron usándose para el tráfico de paquetes y periódicos durante varios años después. Fueron demolidos en 1994, tras quedar en desuso.

### Desarrollos delsigloXXI

#### Electrificación
En junio de 2010, Network Rail comenzó su Proyecto de Electrificación del Great Western, mediante el que se destinaron 5000 millones de libras para la construcción de equipos de líneas aéreas, mejoras en las estaciones y la renovación de tramos de la Línea Principal del Great Western y de la Línea Principal de Gales del Sur. Los cambios verían el retirada de los trenes InterCity 125 en los servicios de Londres y la introducción de trenes eléctricos BR Clase 800 diseñados por Hitachi, bajo un proyecto paralelo denominado Intercity Express Programme.
Los planes para instalar la electrificación hasta Swansea se cancelaron en 2017, cuando el Departamento de Transporte del Reino Unido anunció que ya no financiaría el proyecto Cardiff-Swansea, y en su lugar encargó locomotoras diésel-eléctricas que funcionarían con sus motores de explosión cuando circulasen desde Cardiff hacia el oeste de Gales. La electrificación de Cardiff debía completarse en 2018, pero a finales de ese año, Network Rail anunció que la finalización se retrasaría un año más.
Los primeros servicios con trenes eléctricos comenzaron en Cardiff Central el 5 de enero de 2020, iniciándose con un solo tren BR Clase 800 de 5 coches, que salía a las 08:50 desde Cardiff a Londres. En enero de 2020, los trenes todavía no han podido operar con energía eléctrica a través del túnel del Severn. Esto se ha atribuido a las difíciles condiciones de operación en el túnel de 133 años de antigüedad.

#### Mejoras en la estación

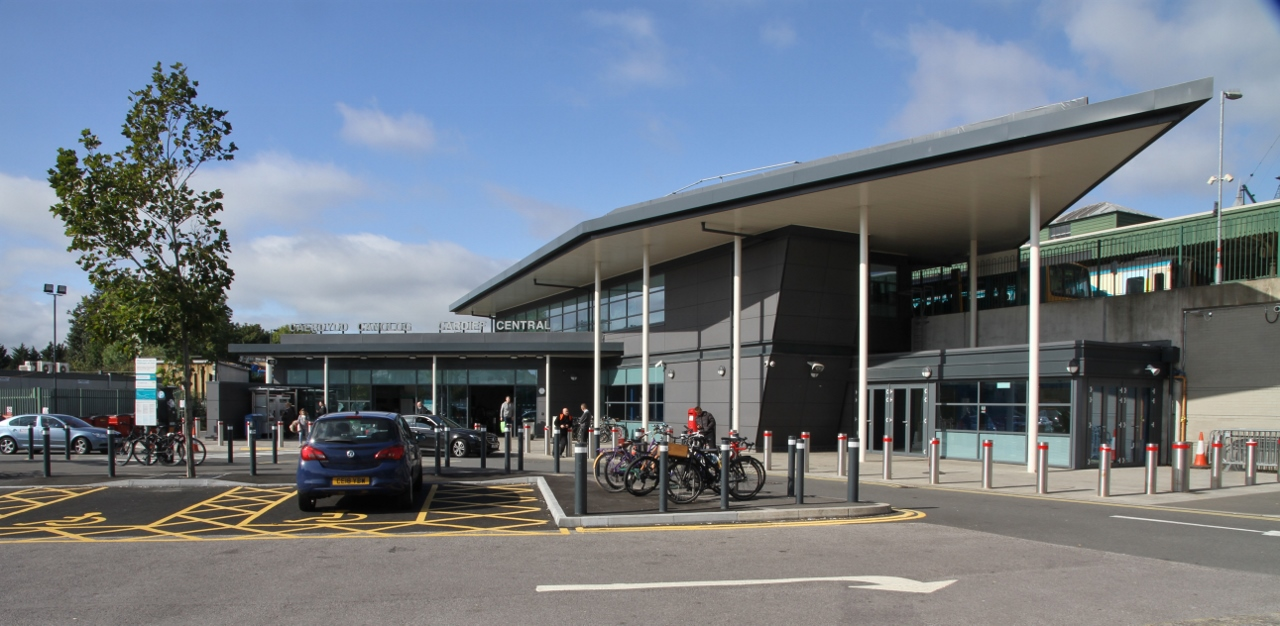
La nueva entrada sur y sala de reservas, inaugurada en 2015

En 2011 se anunció que Cardiff Central se mejoraría con un nuevo andén ('Andén 8') y una nueva entrada sur y sala de reservas de dos pisos. Esto fue parte de un plan de regeneración de 200 millones de libras esterlinas para aumentar la capacidad de los trenes en Cardiff y sus alrededores. Con el trabajo previsto para comenzarse en junio de 2014, el Gobierno de la Asamblea comprometió 7 millones de libras para el programa general.
La antigua Torre del Agua, clasificada como monumento de Grado II (junto al Andén 0 y al encauzamiento del río Taff) se volvió a pintar en 2012 con los colores marrón y beige originales del Great Western Railway.
La nueva entrada en el lado sur de la estación se inauguró en septiembre de 2015, y el nuevo Andén 8 en el lado sur de la estación se inauguró en enero de 2017, lo que permitió que el número de trenes en el concurrido corredor entre Cardiff Central y Cardiff Queen Street se incrementara de 12 a 16 por hora. El plan de remodelación en la estación también contempló que todos los andenes de la estación se señalizaran para poder ser bidireccionales, a fin de aumentar la flexibilidad de las operaciones.

#### Plaza Central
En 2015 comenzó un importante plan de remodelación de Central Square frente a la entrada de la estación principal, de la que Network Rail era propietario de una parte. Se planificaron 500 000 pies cuadrados (46 500 m²) de nuevo espacio de oficinas para el área anteriormente ocupada por la antigua estación de autobuses. El paisaje, diseñado para crear una impresión positiva a los visitantes que salen de la estación de tren, incluiría una ruta peatonal entre la estación de tren y el Millennium Stadium.

#### Propuestas futuras
En 2015, se dieron a conocer planes para remodelar sustancialmente la estación a fin de hacer frente al aumento esperado en el número de pasajeros, que se prevé que aumente de los 13 millones actuales a 32 millones para 2043. La remodelación propuesta contemplaría una explanada con frente de vidrio ampliada lo que dejaría intacta la actual fachada de los años 30.
En julio de 2019 se anunció que se llevarían a cabo mejoras significativas en Cardiff Central bajo un proyecto de mejora de 38 millones de libras, que también propone una estación denominada West Wales Parkway presupuestada en 20 millones de libras, situada al norte de Swansea para reducir los tiempos de viaje entre Cardiff y Gales Occidental.
En agosto de 2020 se anunció que se actualizaría Cardiff Central. El trabajo de diseño ya había comenzado mediante una actualización valorada en 113 millones de libras que se espera que sea financiada por el grupo de autoridades locales de la Región Capital de Cardiff, Transport for Wales y el Departamento de Transporte del Reino Unido. Estaba previsto que el trabajo comenzase en 2022, supeditado al avance de los proyectos de diseño y desarrollo.

## Plano de la estación

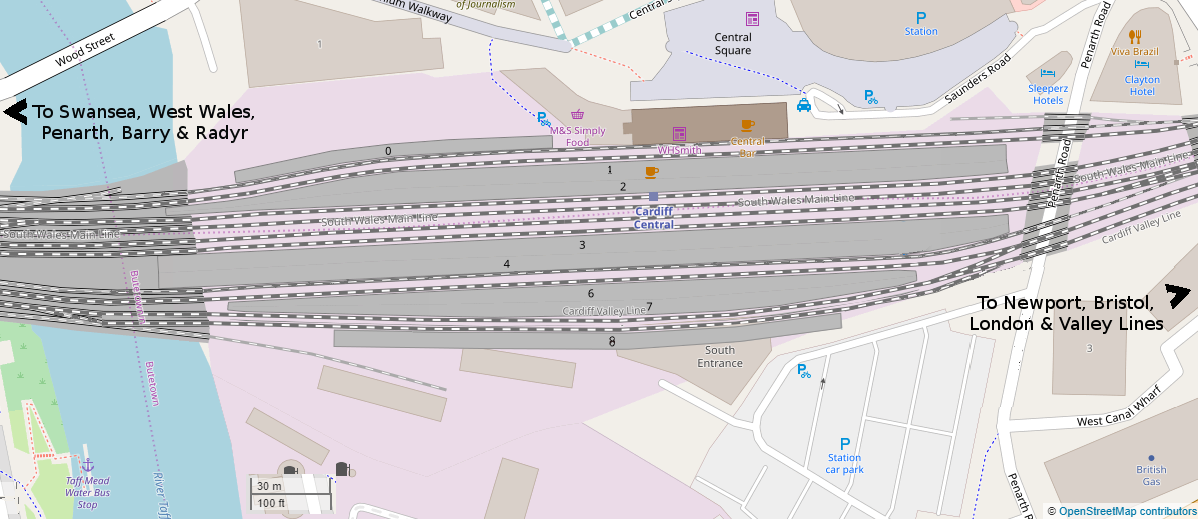
Plano de la Estación de Cardiff Central

Hay dos entradas a la estación. La entrada principal norte conduce al vestíbulo principal y está en Central Square. El Millennium Stadium está a poca distancia al noroeste.
La entrada sur está en la parte trasera de la estación en Tresillian Way, al que se accede desde Penarth Road, donde se encuentra el aparcamiento de la estación.
Las vías del tren están situadas por encima de los vestíbulos de la estación. Dos pasos inferiores, uno en el lado este y otro en el lado oeste de la estación, corren paralelos debajo de las vías que unen las dos entradas principales, desde las cuales se accede a los andenes por escaleras y ascensores, con la excepción de la Plataforma 0 a la que se accede desde la explanada principal, cerca de la tienda de Marks & Spencer.

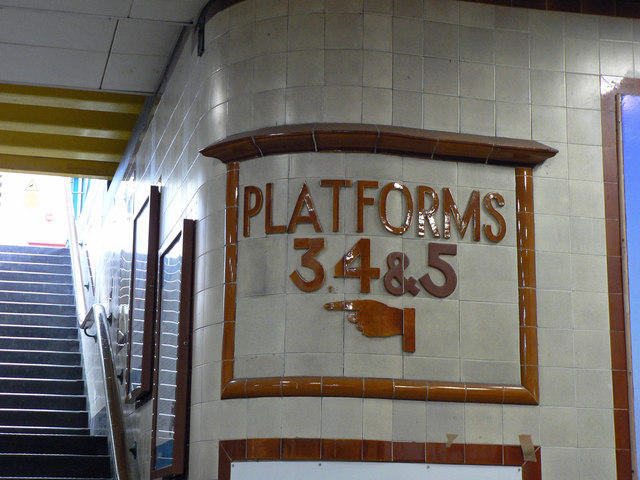
Señalización de la década de 1930 en los andenes, que indica el ahora inexistente andén 5

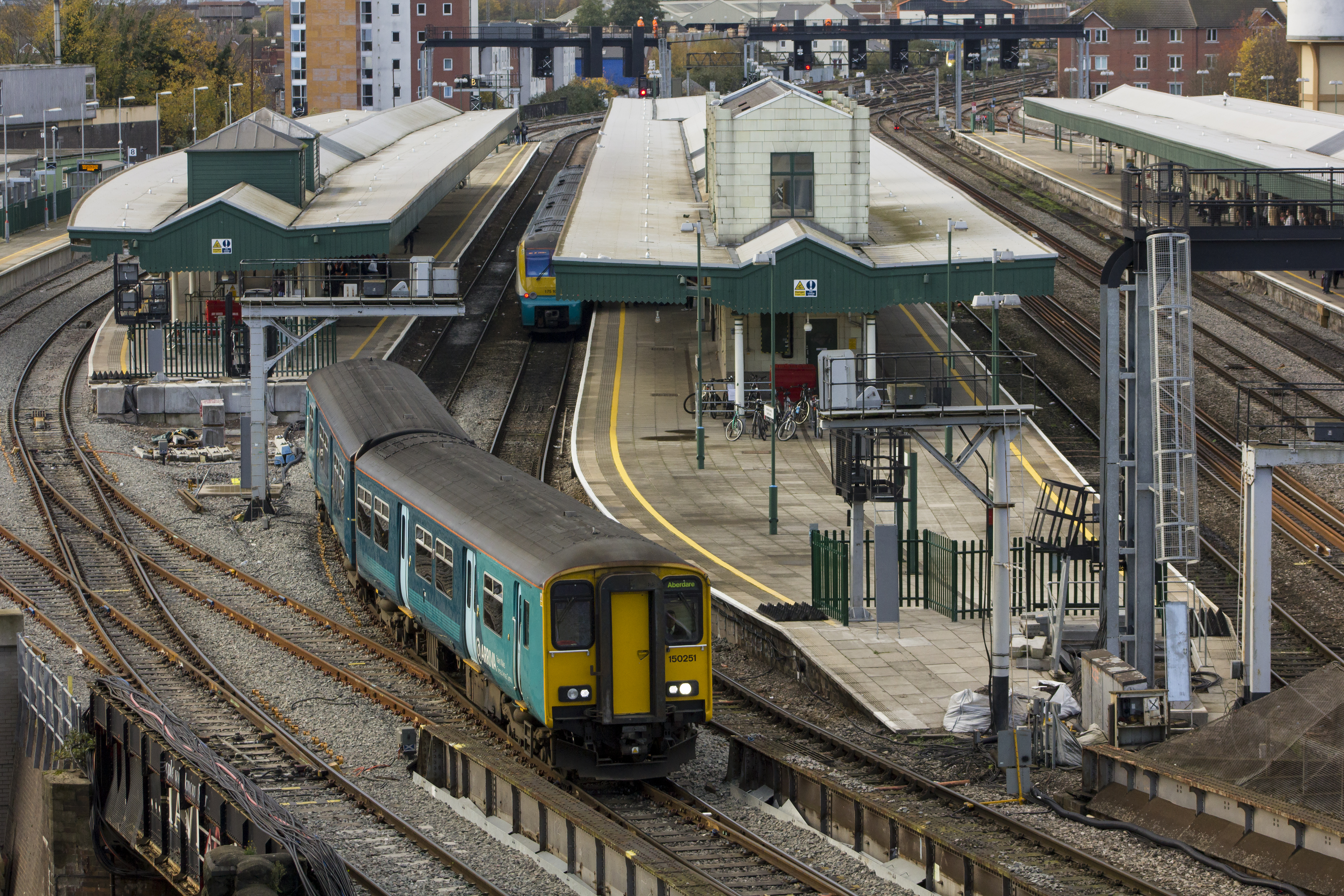
Andenes 8–2, vistos desde el este

Cardiff Central tiene ocho andenes, numerados 0, 1a/b, 2a/b, 3a/b, 4a/b, 6a/b, 7a/b y 8. Ya no hay, a pesar de la señalización, un Andén 5; se trataba de una plataforma de bahía orientada al oeste situada entre los andenes 3 y 4, que se eliminó en la década de 1960. Andén 0, en 1999 se creó un andén corto al norte de la estación.
La estación tiene diez vías que la atraviesan. Todas menos dos de las vías tienen un andén adyacente, y las dos restantes son líneas de paso para trenes de mercancías y otro tráfico de paso.
Los andenes 3 y 4 están divididos en secciones 'A' y 'B' y tienen capacidad para dos trenes locales o un tren Clase 800 de nueve vagones. Otros andenes pueden ser utilizados por más de un tren, pero no todos están seccionados.
Los andenes 6 a 8 en el lado sur de la estación son utilizados por los trenes de las Líneas de Valley entre 
Cardiff Queen Street, el norte de Cardiff, los Valles del Sur de Gales y el Vale of Glamorgan.
Los andenes 0 a 4 suelen ser utilizados por servicios regionales y nacionales de mayor distancia operados por Transport for Wales Rail, Great Western Railway y CrossCountry a destinos que incluyen Paddington, Birmingham New Street, Bristol Temple Meads, Carmarthen, Derby, Nottingham, Gloucester, Mánchester Piccadilly, Milford Haven, Taunton, Portsmouth Harbour, Swansea, Holyhead y Chester.
Al oeste de la estación se encuentra Canton TMD, operado por Transport for Wales Rail, así como los trenes que se dividen en la conexión a Penarth y los servicios de la línea Vale of Glamorgan, Swansea y Valley a través de Ninian Park y Radyr. Al este de la estación se encuentra la Estación de Cardiff Queen Street (para los servicios locales de Cardiff y la Valley Line) y la línea principal hacia Newport, Bristol y Londres.

## Instalaciones
La mayoría de las instalaciones se encuentran en el vestíbulo principal, incluidos los mostradores y máquinas expendedoras de boletos, cajeros automáticos, un mostrador de información, pantallas de salida y llegada, teléfonos públicos, un quiosco de prensa y tiendas de alimentos. La estación tiene la única sala de espera de primera clase en Gales. En el exterior, un aparcamiento de pago ofrece 248 plazas.
British Transport Police mantiene una dependencia en Cardiff Central.
Se instalaron tornos adicionales en la entrada principal de la estación en noviembre de 2019 como parte de los planes para reducir la congestión en la estación en las horas pico. Un estudio comprobó que más de 40.000 personas pueden usar la estación en los días de eventos importantes en la ciudad. El trabajo fue financiado por Transport for Wales, que también tenía como objetivo renovar los baños, instalar más máquinas expendedoras de boletos, puntos de carga de teléfonos y almacenamiento de materiales para su reciclado en 2020. Se prevé que el número de clientes de Cardiff Central supere los 34 millones de usuarios anualmente para 2043.
En enero de 2020, Transport for Wales instaló un punto de encuentro dedicado a la asistencia de pasajeros en la sala de billetes de la estación, afirmando que proporcionaría un lugar cómodo e identificable para aquellos que necesitan un punto de espera para preparar el embarque.

## Servicios

Mapa de la red ferroviaria del sureste de Gales

Tres operadores de trenes ofrecen servicios a Cardiff Central:
- Transport for Wales Rail:
  - Opera servicios de pasajeros locales frecuentes en las Rutas Locales de Valleys & Cardiff y los ferrocarriles de cercanías.
  - Opera servicios regionales predominantemente dentro de Gales del Sur y Gales del Oeste a destinos que incluyen Swansea, Ebbw Vale Town, Carmarthen, Milford Haven, Pembroke Dock, Maesteg y Cheltenham Spa a través de Chepstow, generalmente en una frecuencia de cada una o dos horas.
  - Opera servicios de mayor distancia a través de la Línea de Welsh Marches, incluido un servicio cada hora a Mánchester Piccadilly, a través de Hereford, Shrewsbury y Crewe, y un servicio cada dos horas a Holyhead, a través de Shrewsbury, Wrexham General, Chester y la Línea de la Costa Norte de Gales. También se ejecuta un servicio prémium de regreso diario a Holyhead conocido como Premier Service.
  - Boat trains, poco frecuentes hacia y desde Fishguard Harbour, conectando con el ferry de la Stena Line a Rosslare Harbour en Irlanda.
- Great Western Railway:
  - Opera dos trenes por hora (tph) a Paddington en Londres a través de Newport, Bristol Parkway, Swindon y Reading, uno de estos servicios por hora comienza o termina en Cardiff y el otro comienza o continúa en Swansea.
  - Opera un servicio por hora a Portsmouth Harbour y un servicio por hora a Taunton, ambos a través de Bristol Temple Meads, con un pequeño número de trenes que continúa a Penzance.
- CrossCountry:
  - Opera un servicio por hora a Nottingham a través de Gloucester, Birmingham New Street y Derby.
  - También opera 2 trenes por día a Bristol Temple Meads.

## Incidentes
- El 4 de mayo de 1998, once vagones del tren de carga que transportaba mineral de hierro desde Port Talbot, descarriló justo al este de la estación, causando daños sustanciales a la vía y bloqueando la línea principal hacia la estación. Esto causó una enorme interrupción en los servicios que se prolongó durante varios días. Sin embargo, nadie resultó herido en el incidente.[42][43]

- Al este de las plataformas, las vías de las Valley Lines se elevan y cruzan sobre la Línea principal del Sur de Gales usando un puente. Los servicios ferroviarios se vieron gravemente interrumpidos en agosto de 2012 cuando el muro de contención entre las vías se derrumbó parcialmente, derramando cinco toneladas de tierra. La línea principal de Gales del Sur se reabrió rápidamente, pero se cancelaron todos los servicios entre Cardiff Central y Cardiff Queen Street, disponiéndose un servicio de autobús de reemplazo. Se esperaba que las reparaciones requiriesen un plazo de dos semanas.[44][45] Se pensó que el partido por la medalla de bronce en la competición de fútbol masculina de los Juegos Olímpicos de verano de 2012, que se llevó a cabo en el cercano Millennium Stadium, podría verse afectada, pero la mayoría de los aficionados debían llegar por la línea principal.[46] Había habido una congestión severa en la estación a principios de mes debido a otro partido olímpico.[47]

- En diciembre de 2016, el estado de alerta de un maquinista evitó por poco un accidente grave. Durante el Plan de Cambio de Señalización del Área de Cardiff, un conjunto de desvíos quedaron en condiciones inseguras e indetectables por el sistema de señalización. El informe sobre el incidente reveló que las lecciones aprendidas después del accidente ferroviario de Clapham Junction en diciembre de 1988 parecían haberse olvidado. Se citaron como factores contribuyentes el exceso de horas de trabajo y la falta de una planificación detallada.[48]

## Medios
En 2020,  Rail Delivery Group nominó a Cardiff Central como una de las estaciones galesas como candidatas a la Copa Mundial de Estaciones. Pasó la fase de grupos, y compitió en las semifinales para Gales. Sin embargo, perdió ante la Estación de Stourbridge Junction para llegar a la final en la región oeste.

## Lectura adicional
- «Cardiff plan». Rail Enthusiast (EMAP National Publications): 52. October 1982. ISSN 0262-561X. OCLC 49957965.